# 基督君王都主教座堂 (利物浦)

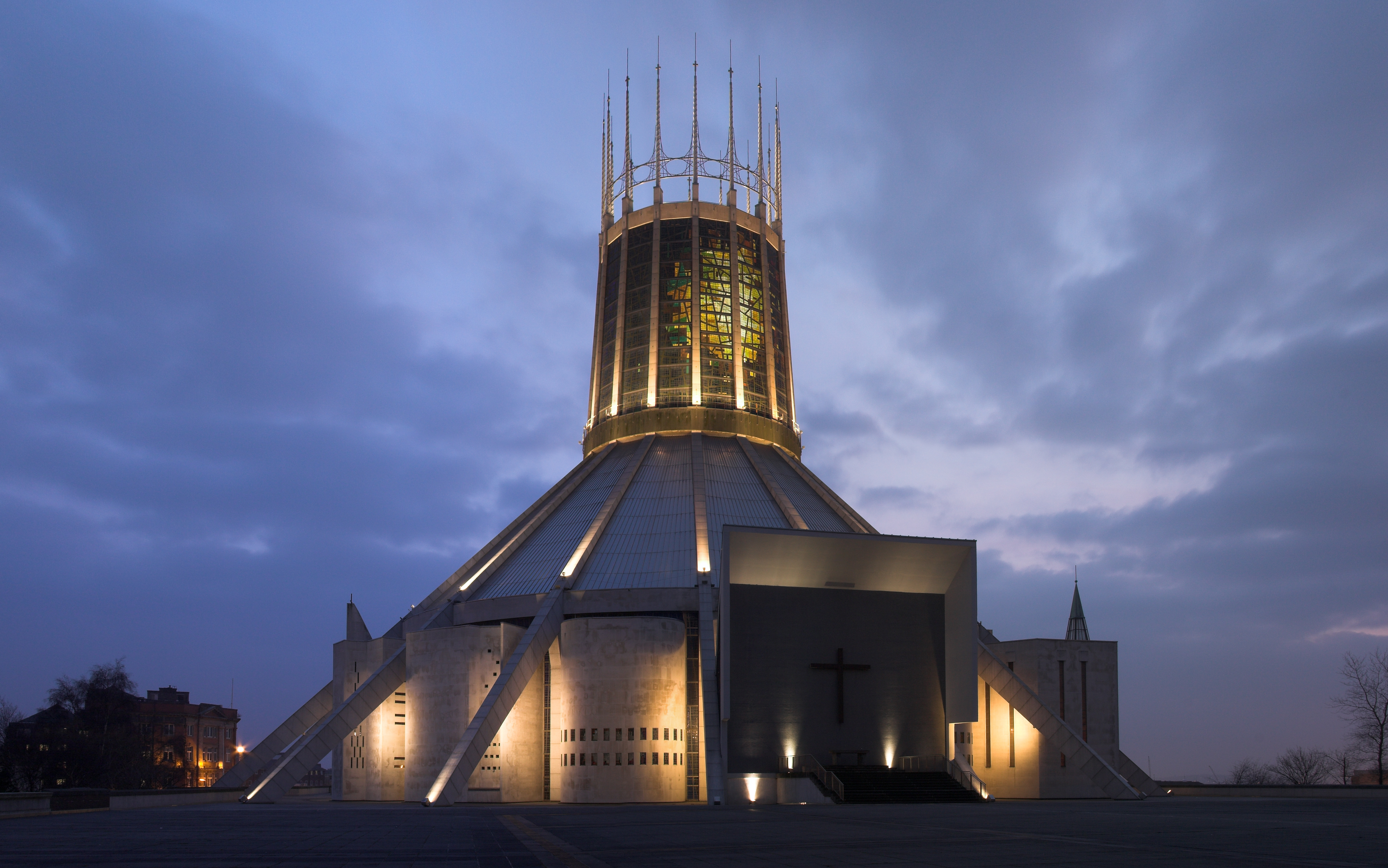
利物浦基督君王都主教座堂

利物浦基督君王都主教座堂（英語：Liverpool Metropolitan Cathedral）是一座位于英格兰默西赛德郡利物浦的一座天主教主教座堂。该教堂是利物浦两座主教座堂之一。另一座主教座堂——圣公会的利物浦基督座堂，位于该教堂以南半英里处。